# 福岡県医師会

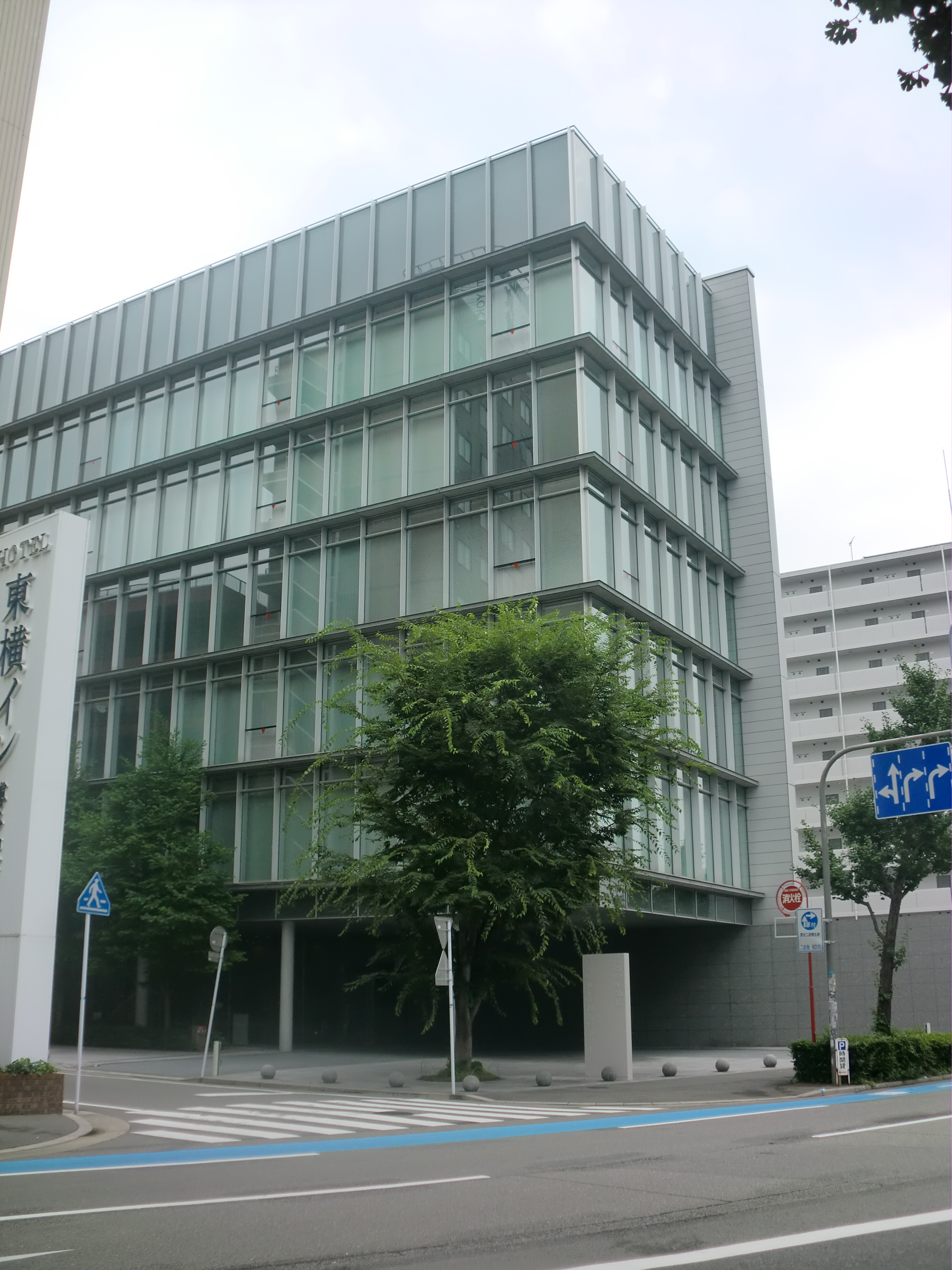
福岡メディカルセンター（福岡県医師会本部）

公益社団法人福岡県医師会（ふくおかけんいしかい、英称 Fukuoka Medical Association）は、福岡県知事所管の福岡県の医師を会員とする公益法人。

## 本部所在地
- 福岡県福岡市博多区博多駅南2-9-30

## 関連団体
県内各地の地域医師会・職域医師会とも連携して活動する。

### 地域医師会
| 二次医療圏 | 団体名         | 団体名             | 管轄地域                                       |
| ---------- | -------------- | ------------------ | ---------------------------------------------- |
| 北九州     | 北九州市医師会 | 北九州市医師会     | 北九州市                                       |
| 北九州     |                | 門司区医師会       | 門司区                                         |
| 北九州     | 小倉医師会     | 小倉北区、小倉南区 |                                                |
| 北九州     | 若松区医師会   | 若松区             |                                                |
| 北九州     | 八幡医師会     | 八幡東区、八幡西区 |                                                |
| 北九州     | 戸畑区医師会   | 戸畑区             |                                                |
| 北九州     | 遠賀中間医師会 | 遠賀中間医師会     | 中間市、遠賀郡                                 |
| 京築       | 京都医師会     | 京都医師会         | 行橋市、京都郡                                 |
| 京築       | 豊前築上医師会 | 豊前築上医師会     | 豊前市、築上郡                                 |
| 田川       | 田川医師会     | 田川医師会         | 田川市、田川郡                                 |
| 直方・鞍手 | 直方鞍手医師会 | 直方鞍手医師会     | 直方市、宮若市、鞍手郡                         |
| 飯塚       | 飯塚医師会     | 飯塚医師会         | 飯塚市、嘉麻市、嘉穂郡桂川町                   |
| 宗像       | 宗像医師会     | 宗像医師会         | 宗像市、福津市                                 |
| 粕屋       | 粕屋医師会     | 粕屋医師会         | 古賀市、糟屋郡                                 |
| 福岡・糸島 | 福岡市医師会   | 福岡市医師会       | 福岡市                                         |
| 福岡・糸島 |                | 南区医師会         | 南区                                           |
| 福岡・糸島 | 糸島医師会     | 糸島医師会         | 糸島市                                         |
| 筑紫       | 筑紫医師会     | 筑紫医師会         | 筑紫野市、春日市、大野城市、太宰府市、那珂川市 |
| 朝倉       | 朝倉医師会     | 朝倉医師会         | 朝倉市、朝倉郡                                 |
| 久留米     | 久留米医師会   | 久留米医師会       | 久留米市旧市域                                 |
| 久留米     | 小郡三井医師会 | 小郡三井医師会     | 小郡市、三井郡大刀洗町、久留米市北野町         |
| 久留米     | 浮羽医師会     | 浮羽医師会         | うきは市、久留米市田主丸町                     |
| 久留米     | 大川三潴医師会 | 大川三潴医師会     | 大川市、三潴郡大木町、久留米市三潴町及び城島町 |
| 八女・筑後 | 八女筑後医師会 | 八女筑後医師会     | 八女市、筑後市、八女郡広川町                   |
| 有明       | 柳川山門医師会 | 柳川山門医師会     | 柳川市、みやま市（旧高田町以外）               |
| 有明       | 大牟田医師会   | 大牟田医師会       | 大牟田市、みやま市高田町                       |

### 職域医師会
- 九州大学医師会…馬出の医学部関係医師で構成
- 産業医科大学医師会…医学部関係医師で構成
- 福岡県庁医師会…「医官」として勤務する公務員で構成